# Hermacha tuckeri
Espèce
Synonymes
- Hermacha purcelli Tucker, 1917 nec Simon, 1903

Hermacha tuckeri est une espèce d'araignées mygalomorphes de la famille des Entypesidae.

## Distribution
Cette espèce est endémique du Cap-Occidental en Afrique du Sud,. Elle se rencontre vers Langeberg.

## Description
Le mâle syntype mesure 16 mm et la femelle syntype 19,4 mm.
Le mâle décrit par Ríos-Tamayo, Engelbrecht et Goloboff en 2021 mesure 14,96 mm et la femelle 19,73 mm.

## Systématique et taxinomie
Cette espèce a été décrite sous le nom Hermacha purcelli par Tucker en 1917. Ce nom étant préoccupé par Hermacha purcelli (Simon, 1903), elle est renommée par Raven en 1985.

## Étymologie
Cette espèce est nommée en l'honneur de Richard Williams Eihelbert Tucker.

## Publications originales
- Tucker, 1917 : « On some South African Aviculariidae (Arachnida). Families Migidae, Ctenizidae, Diplotheleae and Dipluridae. » Annals of the South African Museum, vol. 17, p. 79-138 (texte intégral).
- Raven, 1985 : « The spider infraorder Mygalomorphae (Araneae): cladistics and systematics. » Bulletin of the American Museum of Natural History, vol. 182, no 1, p. 1-180 (texte intégral).